# 12 febbraio
Il 12 febbraio è il 43º giorno del calendario gregoriano. Mancano 322 giorni alla fine dell'anno (323 negli anni bisestili).

## Eventi
- 1049 – Papa Leone IX è consacrato papa dopo l'elezione del precedente dicembre;
- 1233 – Celebrazione di Sant'Amadio degli Amidei;
- 1541 – Santiago del Cile viene fondata dal conquistador spagnolo Pedro de Valdivia;
- 1554 – Lady Jane Grey viene decapitata per tradimento;
- 1621 – Papa Gregorio XV è consacrato dopo l'elezione di tre giorni prima;
- 1733 – L'inglese James Edward Oglethorpe fonda la 13° colonia americana, Georgia, e la sua prima città, Savannah;
- 1817 – L'esercito patriottico cileno, dopo aver attraversato le Ande, sconfigge le truppe spagnole nella battaglia di Chacabuco;
- 1818 – Bernardo O'Higgins firma la dichiarazione d'indipendenza del Cile nei pressi di Concepción;
- 1825 – I Creek cedono l'ultimo dei loro territori in Georgia al governo federale degli Stati Uniti d'America ed emigrano a ovest;
- 1832 – L'Ecuador annette le Galápagos;
- 1854 – Un fortissimo terremoto sconvolge la Calabria;
- 1892 – Il giorno del compleanno dell'ex presidente statunitense Abraham Lincoln viene dichiarata festa nazionale negli Stati Uniti;
- 1912
  - La nuova Cina repubblicana adotta il calendario gregoriano;
  - L'ultimo imperatore cinese, Xuantong (Pu Yi), abdica in favore della repubblica, ponendo fine alla millenaria monarchia cinese;
- 1915 – A Washington viene posata la prima pietra del Lincoln Memorial;
- 1918 – Il sommergibile F7 al comando di Mario Falangola affonda presso lo Scoglio di Guizza, nel Mar Adriatico, il piroscafo austro-ungarico Pelagosa;
- 1924
  - Calvin Coolidge diventa il primo presidente statunitense a tenere un discorso per radio;
  - Esce il primo numero de L'Unità, organo del Partito Comunista Italiano, fondato da Antonio Gramsci;
- 1941 – Benito Mussolini invita a Bordighera il Caudillo Francisco Franco e tenta di indurre la Spagna ad allearsi con l'Asse;
- 1944 – Il piroscafo Oria, con a bordo circa 4200 soldati italiani prigionieri dei nazisti, naufraga nei pressi dell'isola di Patroklou in Grecia; si salvano in 37;
- 1947 – Sui monti Sichotė-Alin' cade un grande meteorite;
- 1951 – La diciannovenne Soraya Esfandiary Bakhtiari sposa lo Scià di Persia Reza Pahlavi nel Palazzo del Golestan di Teheran;
- 1973 – L'Ohio diventa il primo Stato degli USA a usare le misure in unità SI sui cartelli stradali;
- 1974 – Lo scrittore Aleksandr Solženicyn viene deportato dall'Unione Sovietica in Germania Ovest e si ritrova revocata la cittadinanza sovietica;
- 1980 – A Roma viene assassinato Vittorio Bachelet dalle Brigate Rosse;
- 1981 – L'Italia porta a termine il divorzio tra Ministero del tesoro e Banca d'Italia;
- 1982 – Viene osservata la supernova SN 1982B nella galassia NGC 2268;
- 1992 – Viene istituita in Ucraina la Repubblica autonoma di Crimea;
- 1993 – Avviene l'omicidio di James Bulger per mano dei giovani Robert Thompson e Jon Venables;
- 1994 – Si aprono i XVII Giochi olimpici invernali a Lillehammer, Norvegia;
- 1999 – Il presidente statunitense Bill Clinton viene prosciolto dal Senato nel suo processo per l'impeachment;
- 2001 – La sonda NEAR Shoemaker atterra sull'asteroide 433 Eros;
- 2002
  - Il Segretario all'Energia degli USA prende la decisione per cui il Monte Yucca è adatto a essere il deposito di scorie nucleari degli Stati Uniti;
  - Inizia il processo dell'ex presidente jugoslavo Slobodan Milošević davanti al Tribunale delle Nazioni Unite per i crimini di guerra dell'Aia;
- 2010 – Iniziano i XXI Giochi olimpici invernali a Vancouver, in Canada;
- 2016
  - Papa Francesco e il patriarca di Mosca Cirillo I si incontrano a L'Avana segnando così il primo ritrovo fra i leader della Chiesa cattolica e la Chiesa ortodossa russa dal Grande Scisma del 1054;
  - Papa Francesco nomina Mons. Antonio Giuseppe Caiazzo arcivescovo dell'Arcidiocesi di Matera-Irsina;
- 2019 – L'ex Repubblica jugoslava di Macedonia assume ufficialmente il nuovo nome di Macedonia del Nord.

## Nati
Ci sono circa 1 330 voci su persone nate il 12 febbraio; vedi la pagina Nati il 12 febbraio per un elenco descrittivo o la categoria Nati il 12 febbraio per un indice alfabetico.

## Morti
Ci sono circa 570 voci su persone morte il 12 febbraio; vedi la pagina Morti il 12 febbraio per un elenco descrittivo o la categoria Morti il 12 febbraio per un indice alfabetico.

## Feste e ricorrenze

### Civili
Internazionali:
- Darwin Day

### Religiose
Cristianesimo:
- Sant'Antonio Cauleas, patriarca di Costantinopoli
- San Benedetto d'Aniane, benedettino
- San Benedetto Revelli, vescovo di Albenga
- San Damiano d'Africa, martire
- San Damiano di Roma, martire
- Sant'Eulalia di Barcellona, vergine e martire
- San Goslino o (Gozzelino), abate di San Solutore
- San Ludano di Scozia, pellegrino
- Santi Martiri di Abitina
- San Melezio di Antiochia, vescovo
- Beato Giorgio Haydock, martire
- Beata Ombelina di Jully, badessa
- Beato Paolo da Barletta, agostiniano
- Beati Tommaso Hemmerford, Giacomo Fenn, Giovanni Nutter e Giovanni Munden, martiri

Religione romana antica e moderna:
- Fornacalia, sesto giorno
- Secondo giorno dedicato ai Mani familiari (dies parentalis)